# Lelea (plaats)
Lelea is een bestuurslaag in het regentschap Indramayu van de provincie West-Java, Indonesië. Lelea telt 4274 inwoners (volkstelling 2010).